# Broken Loneliness
Broken Loneliness(ブロークン・ロンリネス)はBLIZARDのシングル。

## 内容
CBSソニー移籍第一弾シングルは栗林誠一郎に頼っての外注曲である。プロモーションビデオは西新宿の高層ビルで撮影され、撮影の合間に観光客が押し寄せてしまい注目を浴びたというエピソードがある。

## シングル収録曲
1. Broken Loneliness
作詞：星野今日子　作曲：栗林誠一郎
2. Dance
作詞・作曲：松川敏也